# Perforazione di pozzo in mare aperto

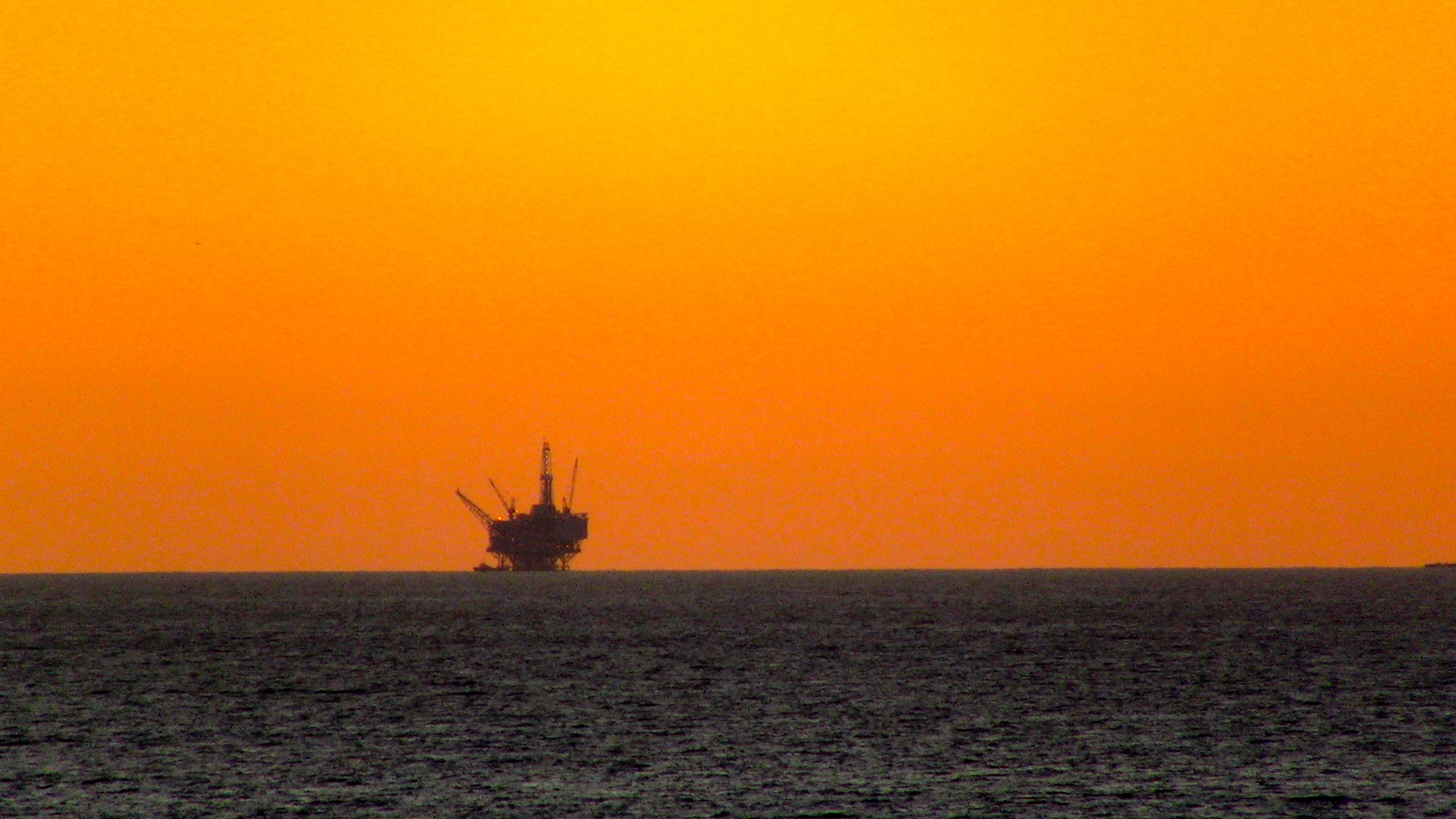
Una piattaforma petrolifera al largo delle coste di Santa Barbara, California

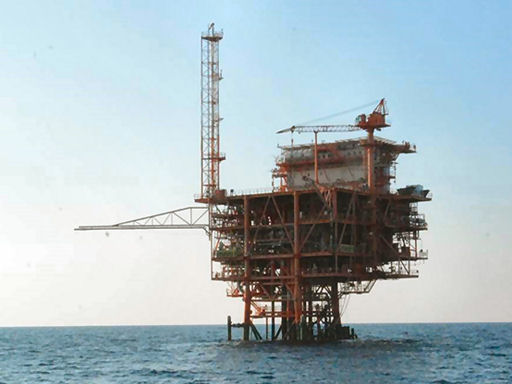
Piattaforma di produzione di gas naturale « Annamaria B » nel mare Adriatico al largo di Ravenna

La perforazione di pozzo in mare aperto è l'attività per costruire un pozzo partendo dal fondale marino. Viene in genere effettuato per esplorare e successivamente estrarre petrolio o gas naturale che si trova in formazioni rocciose sotto il fondo del mare. Più comunemente, il termine è usato per descrivere le attività di perforazione sulla piattaforma continentale, sebbene il termine possa essere applicato anche alla perforazione in laghi, acque costiere e mari interni. 
Questa attività presenta sfide ambientali, sia in alto mare, sia sulla terraferma a causa degli idrocarburi prodotti e dei materiali usati durante l'operazione di perforazione. Le controversie hanno condotto, in Italia, alla celebrazione di un referendum abrogativo diretto ad abolire la disposizione di legge che estendeva la durata delle concessioni.
Esistono strutture di molti tipi diversi con le quali vengono effettuate le operazioni di perforazione in alto mare. Queste includono impianti di perforazione del fondale (chiatte autosollevanti), strutture di perforazione e produzione combinate, piattaforme fisse o ancorate al fondale oppure galleggianti e unità mobili di perforazione in acque profonde (MODU), tra le quali piattaforme semisommergibie|semisommergibili e navi per perforazioni sottomarine in grado di funzionare fino a una profondità di 3.000 metri. In acque poco profonde le unità mobili sono ancorate al fondo del mare, tuttavia in acque più profonde (oltre 1.500 metri) quelle semisommergibili o le navi per perforazioni vengono mantenute nella posizione richiesta mediante la tecnica del posizionamento dinamico.

## La perforazione
A differenza della perforazione a terra, in mare è necessario un collegamento tra il BOP sottomarino e la piattaforma. Questo collegamento è svolto da quelli che in gergo tecnico sono detti riser. Il riser è una porzione di tubo che può essere giuntato fino a raggiungere la lunghezza necessaria a raggiungere il fondale marino. Il riser si collega quindi al BOP che a sua volta è collegato alla testapozzo sottomarina. Durante la perforazione nel riser viene scesa la stringa di perforazione che è composta come quella per la perforazione a terra, partendo dal fondo:
scalpello, drill collar, aste di perforazione. Queste sono le componenti principali a cui spesso ne sono aggiunte altre come stabilizzatori, jar idraulici ed altre. Durante la perforazione il riser quindi permette la continuità idraulica e quindi di circolare il fango dalla superficie al fondo e ritorno. 